# Тіщенко Богдан Володимирович
Богда́н Володи́мирович Ті́щенко (1991—) — матрос, Міністерство внутрішніх справ України, учасник російсько-української війни.

## Життєпис
Народився 1991 року в місті Маріуполь. Його служба на варті морських рубежів країни розпочалася лише 7 квітня 2014 року. Сигнальник, Маріупольський загін морської охорони.
Зник безвісти в Азовському морі за 3 милі від берега біля села Безіменне Новоазовського району — приблизно в 15:10 проросійські терористи обстріляли катери ДПСУ BG-119 «Гриф» і «Калкан». Під час обстрілу Богдан ніс сигнальну вахту на ходовому містку. Тоді ж загинув старший лейтенант Денис Петухов. На «Грифі» виникла пожежа, після чого він затонув. У ході пошуково-рятувальної операції з води дістали вісьмох моряків, сім — із пораненнями.
Тіла лейтенанта Петухова і матроса Тіщенка не знайдено.
Не похований.

## Нагороди
За особисту мужність і героїзм, виявлені у захисті державного суверенітету та територіальної цілісності України, вірність військовій присязі під час російсько-української війни
- нагороджений орденом «За мужність» III ступеня (9.4.2015, посмертно).